# Аніта Влодарчик
Аніта Влодарчик  (пол. Anita Włodarczyk, 8 серпня 1985) — польська легкоатлетка, що спеціалізується в метанні молота, олімпійська чемпіонка, триразова чемпіонка світу, триразова чемпіонка Європи, рекордсменка світу.
Особистий рекорд і одночасно рекорд світу — 82 м 29 см.
Нагороджена  Орденом Відродження Польщі.

## Виступи на Олімпіадах
| Олімпіада   | Дисципліна     | Місце |
| ----------- | -------------- | ----- |
| Пекін 2008  | метання молота | 6     |
| Лондон 2012 | метання молота | 1     |
| Ріо 2016    | метання молота | 1     |
| Токіо 2021  | метання молота | 1     |